# Kabinettssekreterare

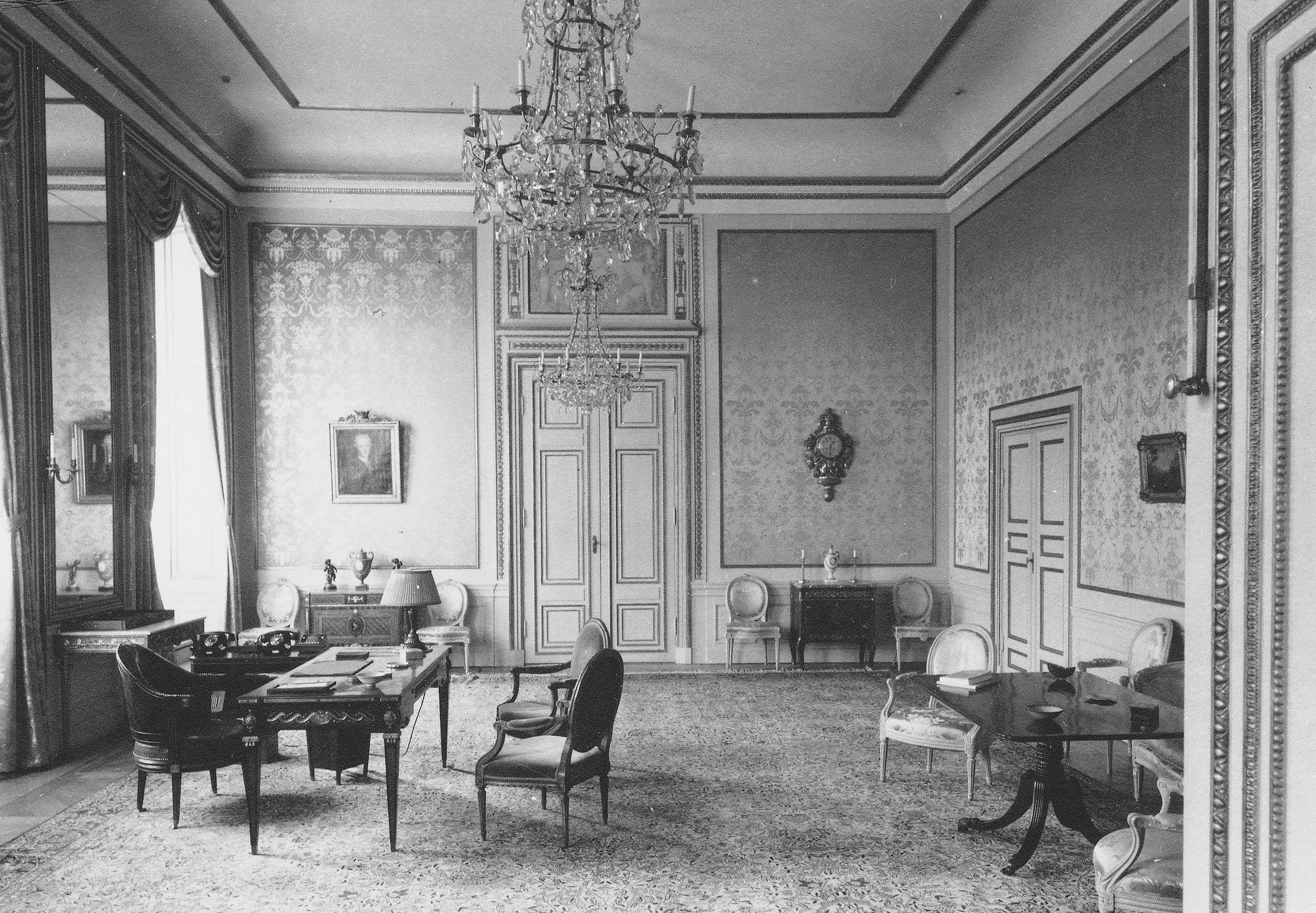
Kabinettsekreterarens arbetsrum på 1950-talet i Arvfurstens palats.

Kabinettssekreteraren är i Sverige utrikesdepartementets högste ämbetsman näst efter utrikesministern, och motsvarar statssekreterare vid andra departement inom Regeringskansliet.
Kabinettssekreteraren tillsätts av regeringen.

## Bakgrund
Före 1791 låg kabinettssekreterarens uppgifter på presidentsekreteraren i Presidentkontoret. När så Konungens kabinett för den utrikes brevväxlingen upprättades av Gustav III fick dess chef titeln kabinettssekreterare. I och med 1809 års regeringsform blev i stället utrikesstatsministern högste chef, och när kabinettet vid departementalreformen 1840 omvandlades till ett utrikesdepartement började kabinettssekreteraren allt mer likna en statssekreterare.

## Kabinettssekreterare genom tiderna
| Porträtt | Namn                          | Tillträde         | Avgång            | Notering | Ref    |
| -------- | ----------------------------- | ----------------- | ----------------- | --- | ------ |
|          | Aron Isak Silfversparre       | 1791              | 1792              | |        |
|          | Schering Rosenhane            | 29 augusti 1792   | 17 februari 1801  | | [ 6 ]  |
|          | Gustaf Lagerbjelke            | 1801              | 1805              | Hovkansler 1809 |        |
|          | Gustaf af Wetterstedt         | 17 maj 1805       | 29 juni 1809      | Hovkansler 1809–1824 Utrikesstatsminister 1824–1837                                                                          |        |
|          | Carl Aron Ehrengranat         | 29 juni 1809      | 29 september 1811 | |        |
|          | Aron Hjort                    | 29 september 1811 | 15 november 1814  | |        |
|          | Erik Julius Lagerheim         | 15 november 1814  | 30 september 1817 | |        |
|          | David von Schulzenheim        | 30 september 1817 | 26 januari 1825   | |        |
|          | Elias Lagerheim               | 8 februari 1825   | 14 december 1831  | |        |
|          | Albrecht Elof Ihre            | 14 december 1831  | 16 maj 1840       | |        |
|          | Ludvig Manderström            | 26 juni 1840      | 30 maj 1855       | |        |
|          | Albert Ehrensvärd d.ä.        | 30 maj 1855       | 11 mars 1859      | Utrikesminister 1885–1889 |        |
|          | Carl Fredrik Palmstierna      | 11 mars 1859      | 2 september 1864  | |        |
|          | Carl Johan Albert Sandströmer | 2 september 1864  | 8 juni 1866       | |        |
|          | Frans Theodor Lindstrand      | 2 juni 1866       | 22 januari 1869   | |        |
|          | Lave Gustaf Beck-Friis        | 22 januari 1869   | 16 december 1870  | |        |
|          | Hans Henrik von Essen         | 16 december 1870  | 12 juni 1873      | |        |
|          | Carl Lewenhaupt               | 19 juli 1873      | 6 mars 1876       | |        |
|          | Alfred Lagerheim              | 6 mars 1876       | 28 oktober 1886   | |        |
|          | Carl Bildt d.ä.               | 28 oktober 1886   | 10 september 1889 | |        |
|          | August Gyldenstolpe           | 10 september 1889 | 11 oktober 1895   | |        |
|          | Arvid Taube                   | 11 oktober 1895   | 28 februari 1900  | |        |
|          | Thor von Ditten               | 28 februari 1900  | 8 maj 1903        | |        |
|          | Eric Trolle                   | 8 maj 1903        | 30 juni 1905      | Utrikesminister 1905–1909 Riksmarskalk 1930–1934                                                                             |        |
|          | Carl Haraldsson Strömfelt     | 7 juli 1905       | 16 februari 1906  | |        |
|          | Albert Ehrensvärd d.y.        | 16 februari 1906  | 17 juni 1908      | |        |
|          | Fredrik Ramel                 | 1908              | 1913              | |        |
|          | Oskar Ewerlöf                 | 1913              | 1918              | |        |
|          | Wollmar Boström               | 1918              | 1922              | |        |
|          | Erik Sjöborg                  | 1922              | 1928              | |        |
|          | Einar Hennings                | 1928              | 1931              | |        |
|          | Carl Hamilton                 | 1931              | 1934              | |        |
|          | Christian Günther             | 1934              | 1937              | Utrikesminister 1939–1945 |        |
|          | Erik C:son Boheman            | 1938              | 1944              | |        |
|          | Vakant                        | 1944              | 1945              | |        |
|          | Stig Sahlin                   | 1945              | 1945              | |        |
|          | Karl Ivan Westman             | 1945              | 1947              | |        |
|          | Hans Gustaf Beck-Friis        | 1947              | 1949              | |        |
|          | Dag Hammarskjöld              | 1949              | 1951              | FN:s generalsekreterare 1953–1961                                                                                            |        |
|          | Arne S Lundberg               | 1951              | 1956              | |        |
|          | Leif Belfrage                 | 1956              | 1967              | |        |
|          | Ole Jödahl                    | 1 september 1967  | 7 juni 1972       | |        |
|          | Sverker Åström                | 1972              | 1977              | FN-ambassadör 1964–1970 |        |
|          | Leif Leifland                 | 1977              | 1982              | |        |
|          | Pierre Schori                 | 1982              | 1991              | Biståndsminister 1994–1999 FN-ambassadör 2000–2004                                                                           |        |
|          | Lars-Åke Nilsson              | 1991              | 1994              | |        |
|          | Jan Eliasson                  | 1994              | 2000              | FN-ambassadör 1988–1992 Ordförande i FN:s generalförsamling 2005 Utrikesminister 2006 FN:s vice generalsekreterare 2012–2016 |        |
|          | Hans Dahlgren                 | 2000              | 2006              | FN-ambassadör 1997–2000 EU-minister 2019–2022                                                                                |        |
|          | Frank Belfrage                | 2006              | 2014              | |        |
|          | Annika Söder                  | 2014              | 2019              | | [ 7 ]  |
|          | Robert Rydberg                | 2019              | 2022              | | [ 8 ]  |
|          | Jan Knutsson                  | 2022              | 2024              | | [ 9 ]  |
|          | Dag Hartelius                 | 2024              | sittande          | | [ 10 ] |